# 蒙帕納斯大樓
蒙帕納斯大樓是法國首都巴黎市中心唯一的摩天大樓，在1973年完工，高210米（689呎），有59層樓。完工時為法國、西歐第一高樓，2011年被231公尺高的Tour First超越。

## 建築及景觀
大樓建於地鐵站之上（蒙帕纳斯-比安弗尼站），大部分樓層為辦公室。第56層為餐廳公眾觀景台、紀念品店及餐廳，頂層則是露天公眾觀景台及直升機坪，當視野良好的時候，方圓40公里內的巴黎市景色一覽無遺。

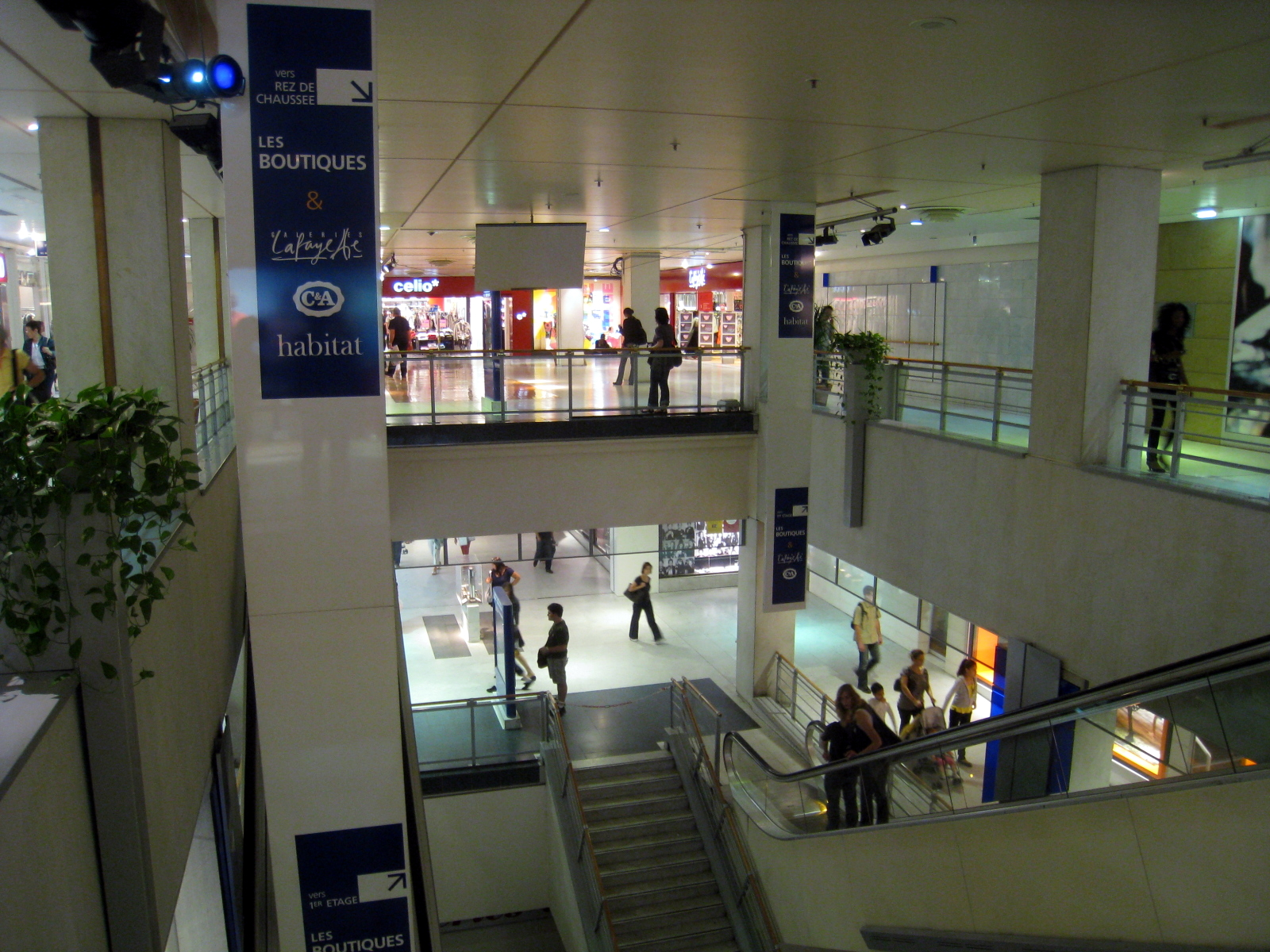
大樓設有中型購物中心
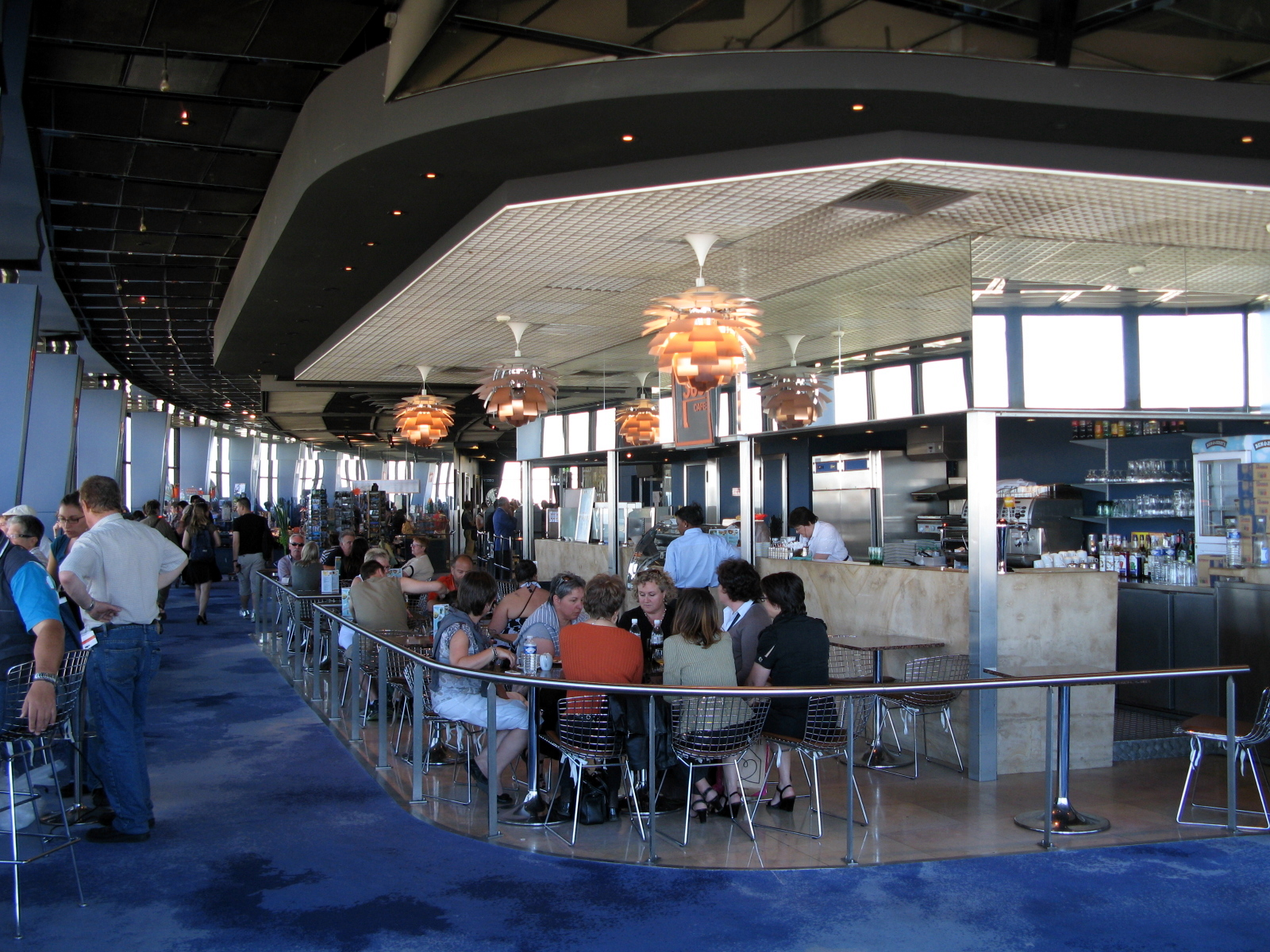
大樓56層為餐廳公眾觀景台

## 历史
1934年，位于同名大道岸边的旧蒙帕纳斯车站，与雷恩街相对，不再适合当时的城市交通。巴黎市计划对该地区进行重组，并建造一个新的车站。但这个项目被委托给拉乌尔-道特里（Raoul Dautry）（大厦前的广场就是他的名字），遭到了强烈的反对，不得不搁置。
1956年，随着新的巴黎交通系统总体规划的通过，混合经济公司（SEMMAM）与蒙帕纳斯运营机构（AOM）一起成立。他们的任务是重新开发该区，这需要铲除许多破旧和肮脏的街道。该地块占地达8公顷。
1958年启动了第一次项目研究，但由于建筑的高度，该项目受到强烈的批评。一场争论开始了，并导致了项目的延迟，届时的公共工程部长埃德加-皮萨尼力挺该项目，并获得了戴高乐将军手下当时的文化部长安德烈-马尔罗的支持。
然而，在旧车站南面几百米处的蒙帕纳斯车站的重建和缅因车站的破坏，被纳入了AOM的地产项目，AOM是一个联合机构，汇集了四个建筑师： Urbain Cassan、Eugène Beaudouin和Louis de Hoÿm de Marien，在建筑师Jean Saubot的协助下，从1966年6月到1969年春进行了施工。
1968年，安德烈-马尔罗（André Malraux）向AOM颁发了塔楼的建筑许可证，同年开始施工。
正是在1969年，人们最终决定建造一个购物中心。时任共和国总统的乔治-蓬皮杜希望为首都提供现代化的基础设施。尽管有相当大的争议，大厦的建设还是得以开始。
地理学家Anne Clerval认为，这个建筑象征着1970年代巴黎的第三产业化，这是由于从1960年代开始的非工业化政策，有利于 "从空间上绕过当时工会最密集的地方"。

## 在大厦取景的电影
- 1971年，Denys de La Patellière的电影《Le Tueur》以一个长长的垂直跟踪镜头展示了正在建设中的塔楼，在地面上结束（片头字幕：1分08秒-1分30秒）。
- 1972年，贝尔纳多·贝尔托卢奇（Bernardo Bertolucci）的《巴黎最后的探戈》（Le Dernier Tango à Paris）在老巴黎的中央展示了建设中的大厦。
- 1974年，路易斯-布努埃尔（Luis Buñuel）的电影《自由的幽灵》（The Ghost of Liberty）展示了一个隐藏在大厦内（当时正在建设中）的疯狂杀手，他手持步枪，在街上或公寓内随意射击十几个人。
- 1977年，Jean-Louis Bertuccelli的电影《L'Imprécateur》讲述了一家跨国公司Rosery & Mitchell位于蒙巴纳斯大厦，其地基正在开裂。
- 2001年，Charles Nemes的电影La Tour Montparnasse infernale（来自地狱的蒙帕纳斯大厦）讲述了大厦中的人质事件，事件最后被两个窗户清洁工（Eric和Ramzy）解决。
- 2006年，献给巴黎第14区的短片《je t'aime》以美国游客Carole为主角，她参观了蒙帕纳斯大厦。她在通往楼顶的电梯中被看到打哈欠（尽管导演亚历山大-佩恩在采访中透露，这一幕实际上是在Catalogne广场一家酒店的电梯中拍摄的），然后从露台上欣赏巴黎的景色。
- 从2007年起，《朱莉-莱斯卡》系列剧在大厦拍摄。

## 批評
大樓突兀的外觀經常被當地民眾指責是破壞巴黎的整體市容、超高大樓的負面教材，因此在大樓完工後兩年，通過了禁止在巴黎市中心興建摩天大樓的法律。蒙帕納斯大樓的另外一個問題是在修建時使用了石棉。
巴黎人流傳一句玩笑話，認為大樓頂端提供全巴黎最美的視野，因為那是全巴黎唯一看不見那棟大樓的地方。
在2008年Virtualtourist舉辦的投票中，蒙帕納斯大樓在全世界最醜陋建築物中排名第二，僅次於波士頓市政廳。

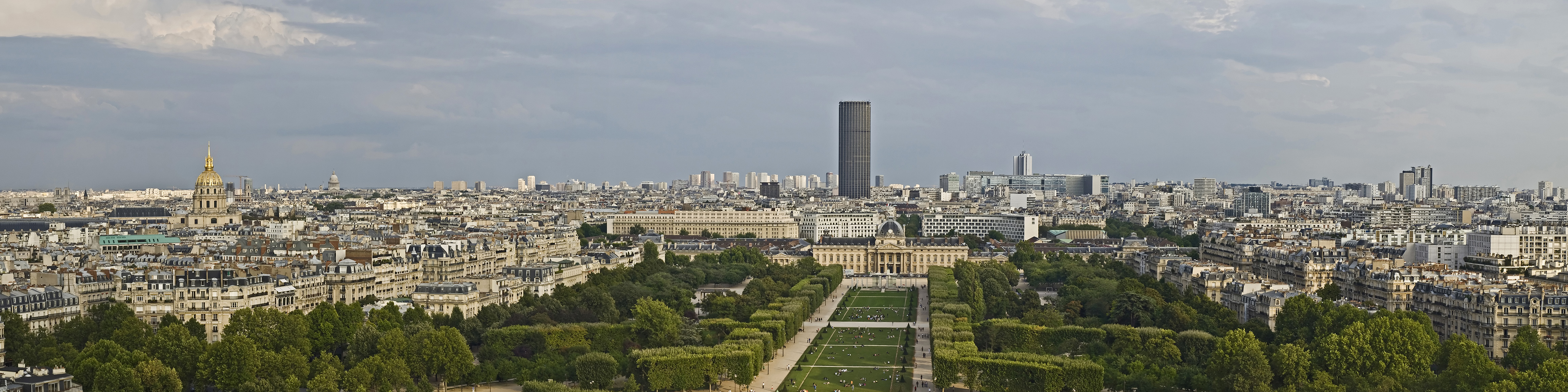
從艾菲爾鐵塔俯瞰
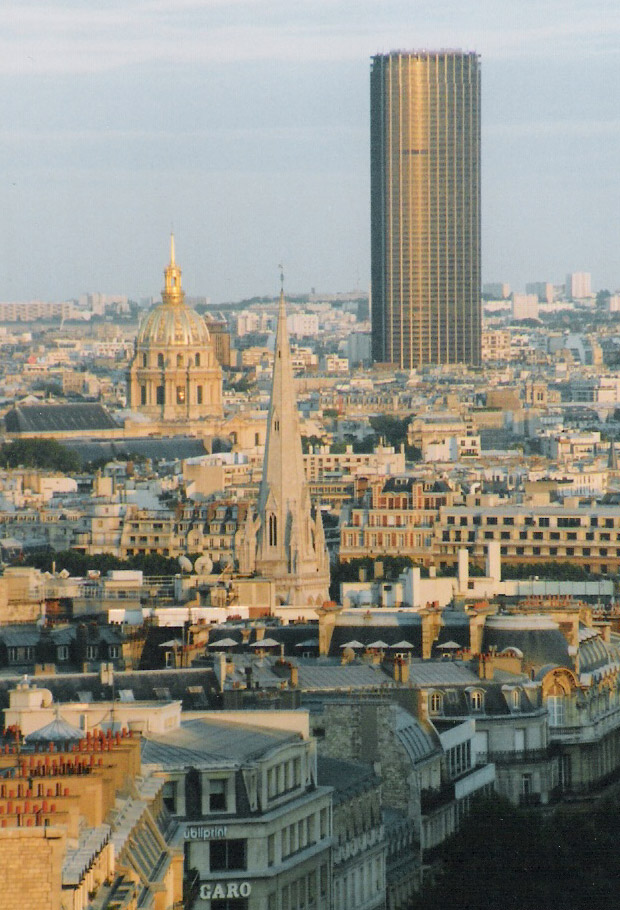
從凱旋門俯瞰
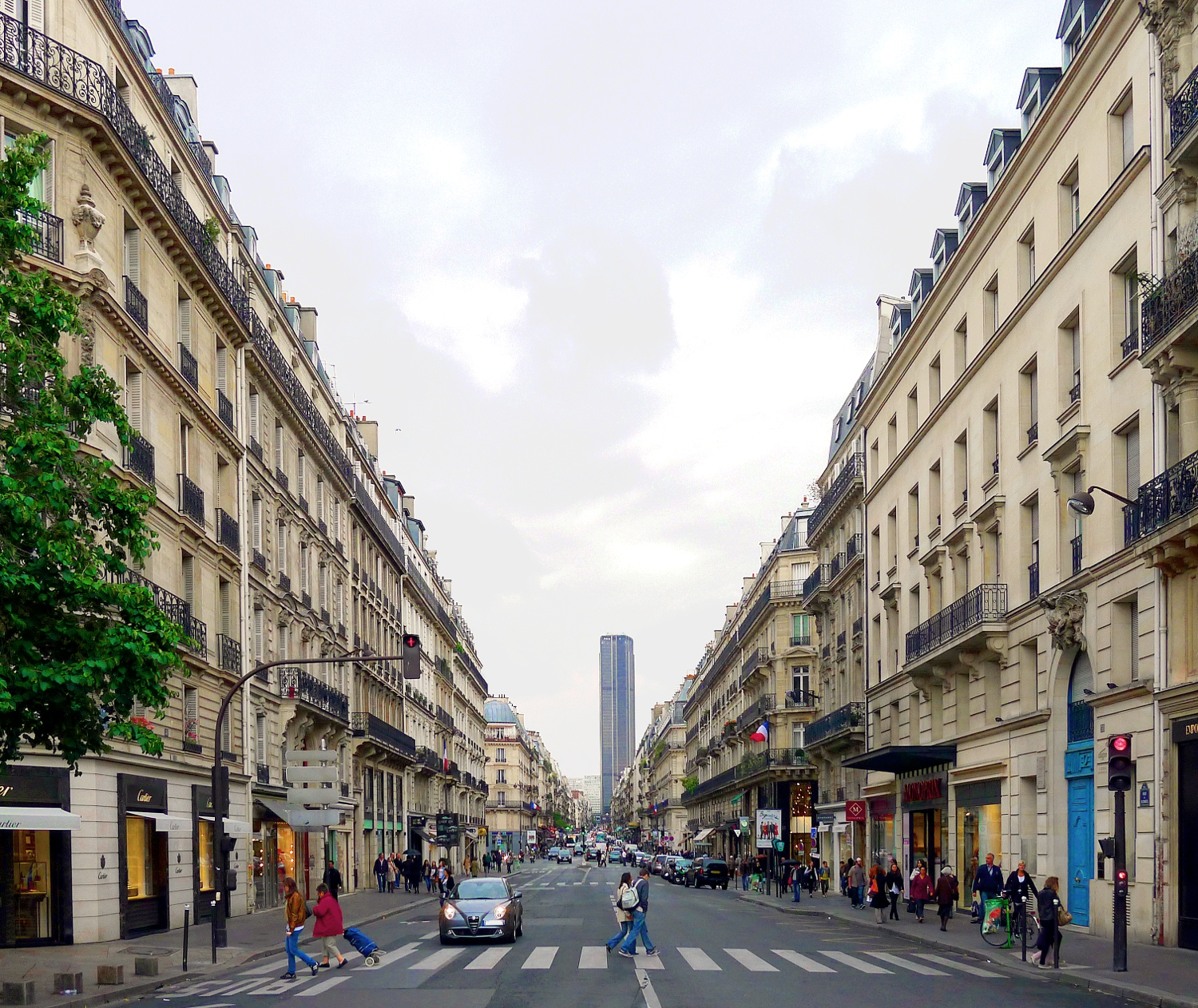
Rue de Rennes

## 攀樓事件
法國著名的攀樓者「蜘蛛俠」阿蘭·羅貝爾於1995年曾經在徒手及沒有任何安全裝置的情況下從大樓外牆攀上頂樓。

## 大楼改造
大楼將於2019年底開始改造，持續40個月的時間，耗資過億。改造後的大樓外观将由现在的黑灰色水泥外表變為銀白色的玻璃結構，底層還有植物牆。计划还包括將現高210米的建築加高18米，并在樓顶设置一個“農業暖棚”和850平米的太陽能光合板。

## 註解
1. ↑  Nicolai Ouroussoff, New York Times Published: September 26, 2008 Architecture, Tear Down These Walls  （页面存档备份，存于）
2. ↑  .   [2012-02-22]. （原始内容存档于2021-04-14）.
3. ↑  世界“最醜”建築之一蒙帕納斯大廈的今世來生 （页面存档备份，存于），法国国际广播电台。

## 外部連結
- 官方網頁（有多國語言版本，包括簡體中文）
- 大樓的WikiMapia衛星圖片 （页面存档备份，存于）